# العلاقات البالاوية الدومينيكانية
العلاقات البالاوية الدومينيكانية هي العلاقات الثنائية التي تجمع بين بالاو وجمهورية الدومينيكان.

## مقارنة بين البلدين
هذه مقارنة عامة ومرجعية للدولتين:
| وجه المقارنة                                              | بالاو                         | جمهورية الدومينيكان |
| --------------------------------------------------------- | ----------------------------- | ------------------- |
| المساحة (كم2)                                             | 465                           | 48.67 ألف           |
| عدد السكان (نسمة)                                         | 21.73 ألف                     | 10.40 مليون         |
| الكثافة السكانية (ن./كم²)                                 | 4.67 ألف                      | 213.68              |
| العاصمة                                                   | نغيرولمود، كورور              | سانتو دومينغو       |
| اللغة الرسمية                                             | لغة إنجليزية، اللغة البالاوية | اللغة الإسبانية     |
| العملة                                                    | دولار أمريكي                  | بيزو دومنيكاني      |
| الناتج المحلي الإجمالي (بليون دولار)                      | 291.54 مليون                  | 75.93 مليار         |
| الناتج المحلي الإجمالي (تعادل القوة الشرائية) بليون دولار | 326.12 مليون                  | 149.89 مليار        |
| الناتج المحلي الإجمالي الاسمي للفرد دولار أمريكي          | 13.50 ألف                     | 6.47 ألف            |
| الناتج المحلي الإجمالي للفرد دولار أمريكي                 | 14.76 ألف                     | 13.26 ألف           |
| مؤشر التنمية البشرية                                      | 0.780                         | 0.715               |
| رمز المكالمات الدولي                                      | +680                          | +1809، +1829، +1849 |
| رمز الإنترنت                                              | .pw                           | .do                 |
| المنطقة الزمنية                                           | ت ع م+09:00                   | 00                  |

## منظمات دولية مشتركة
يشترك البلدان في عضوية مجموعة من المنظمات الدولية، منها:
| علم المنظمة | اسم المنظمة                                 | تاريخ انضمام بالاو | تاريخ انضمام جمهورية الدومينيكان |
| ----------- | ------------------------------------------- | ------------------ | -------------------------------- |
|             | مجموعة دول أفريقيا والكاريبي والمحيط الهادئ | ?                  | ?                                |
|             | مؤسسة التنمية الدولية                       | 16 ديسمبر 1997     | 16 نوفمبر 1962                   |
|             | الأمم المتحدة                               | 15 ديسمبر 1994     | 24 أكتوبر 1945                   |
|             | البنك الدولي للإنشاء والتعمير               | 16 ديسمبر 1997     | 18 سبتمبر 1961                   |
|             | منظمة حظر الأسلحة الكيميائية                | ?                  | ?                                |
|             | مؤسسة التمويل الدولية                       | 16 ديسمبر 1997     | 31 أكتوبر 1961                   |
|             | وكالة ضمان الاستثمار متعدد الأطراف          | 16 ديسمبر 1997     | 7 مارس 1997                      |
|             | تحالف الدول الجزرية الصغيرة                 | ?                  | ?                                |
|             | يونسكو                                      | 20 سبتمبر 1999     | 4 نوفمبر 1946                    |